# Xiang Yu
Xiang Yu (項羽T, 项羽S, Xiàng YǔP; Xiaxiang, 232 a.C. – Anhui, 202 a.C.) è stato un militare, politico e aristocratico cinese.
Fu un'importante figura politica, leader della rivolta che rovesciò la dinastia Qin. Un nobile di Xiaxiang (oggi Suqian, Jiangsu), ricevette il titolo di "Duca di Lu" (魯公T, Lǔ GōngP) da Yidi, imperatore del ribelle stato di Chu, nel 208 a.C. L'anno seguente, guidò le forze ribelli, vincendo alla battaglia di Julu l'esercito Qin di Zhang Han. Dopo la caduta della dinastia Qin, si proclamò "Re egemone dei Chu Occidentali" e governava su una vasta area che copriva gli odierni Shanxi, Henan, Hubei, Hunan e Jiangsu, con capitale Pengcheng (oggi Xuzhou, Jiangsu). Avviò, insieme al suo luogotenente Liu Bang, il fondatore della dinastia Han, una lunga lotta per il potere, conosciuta come guerra Chu-Han, che si concluse con la sua sconfitta nella battaglia di Gaixia. Pose fine alla sua vita sulla sponda del fiume Wu.
È raffigurato nel Wu Shuang Pu, di Jin Guliang.

## Nomi e titoli
Il suo nome alla nascita era Xiàng Jí (項籍T) e il suo zì era Yǔ (羽T).
È popolarmente conosciuto come "Xī Chǔ Bà Wáng" (西楚霸王T), variamente tradotto come "Re egemone dei Chu occidentali", "Re dei re dei Chu settentrionali" e con altre rese. Questo titolo è talvolta semplificato in Bà Wáng (霸王T). Nel corso della sua vita, il titolo "Bà Wáng" veniva utilizzato specificatamente per riferirsi a lui. I suoi subalterni si rivolgevano a lui con Xiàng Wáng (項王T, lett. "Re Xiang").

## Biografia

### Famiglia
Vi sono due resonti sul suo contesto familiare. Il primo afferma che provenisse dal casato di Mǐ, la famiglia reale dello stato di Chu durante la dinastia Zhou. Il re di Chu assegnò ai suoi antenati il feudo di Xiàng e, da allora, adottarono "Xiàng" come cognome. Secondo l'altro resoconto, sarebbe disceso dalla nobiltà dello stato di Lu e la sua famiglia avrebbe ricoperto incarichi militari dello stato di Chu per generazioni. Suo nonno, Xiang Yan, era un noto generale che guidò d'esercito Chu nella resistenza contro l'invasione dello stato di Qin capeggiata da Wang Jian, e morì in battaglia quando lo stato di Qin conquistò Chu nel 233 a.C.
Avrebbe avuto una doppia pupilla in un occhio, come il mitico imperatore Shun e il duca Wen di Jin. Era, perciò, considerato una persona straordinaria dato che la doppia pupilla era ritenuta, nella tradizione cinese, segno distintivo d'un re o d'un saggio. Era poco più alto di 8 chǐ (circa 1,85 m) e possedeva un'inusuale forza fisica, tanto da poter sollevare un ding, un antico tipo di vaso bronzeo cinese, simile a un grande calderone tripode.

### Gioventù
Venne istruito alle arti erudite e alla scherma, ma non riuscì a padroneggiare ciò che gli fu insegnato e, di conseguenza, suo zio Xiang Liang non era molto soddisfatto di lui. Disse "I libri sono utili solo a ricordarmi il mio nome. La padronanza della scherma mi permette di affrontare solo un avversario, quindi non vale la pena impararla. Voglio invece apprendere come sconfiggere migliaia di nemici." Pertanto, suo zio tentò di insegnargli la strategia e le arti militari, ma terminò l'apprendimento quando comprese le nozioni principali. Xiang Liang rimase deluso da suo nipote, che non mostrava alcun segno di motivazione o apparente talento, eccetto la sua notevole forza fisica, dunque lo lasciò decidere sul suo futuro.
Nel corso della sua giovinezza, Xiang Liang commise un omicidio e dovette scappare dalle autorità rifugiandosi a Wú, corrispondente all'odierno Jiangsu. Nel medesimo periodo, Qin Shi Huangdi stava effettuando un giro d'ispezione nell'area e venne visto da Xiang Yu e da suo zio durante la propria processione. Xiang Yu espresse in quel momento il desiderio di sostituirlo dalla carica d'imperatore. Xiang Liang fu sconvolto da quelle parole e immediatamente coprì con la propria mano la bocca del nipote. Da allora, Xiang Liang iniziò a considerare in una diversa ottica suo nipote.